# Rhadinosa nigrocyanea
Rhadinosa nigrocyanea es una especie de insecto  coleóptero de la familia Chrysomelidae.
Fue descrita científicamente en 1861 por Motschulsky.